# Hannes Fink
Hannes Fink (* 6. Oktober 1989 in Bozen) ist ein italienischer Fußballspieler, der ab 2007 fünfzehn Spielzeiten im Kader der ersten Mannschaft des FC Südtirol aktiv war.

## Biographie
Hannes Fink schloss sich 2006 der Jugend des FC Südtirol an. Sein Debüt in der Serie C2, der damals vierthöchsten italienischen Liga, gab der Mittelfeldspieler am ersten Spieltag der Saison 2006/07 im Spiel gegen AC Montichiari. In der Saison 2009/10 schaffte er mit der Mannschaft den Aufstieg in die drittklassige Lega Pro Prima Divisione. Fink trug mit zwei Toren in 25 Ligaspielen zu diesem Erfolg bei. Die Saison 2010/11 beendete Fink mit dem FC Südtirol auf dem zweitletzten Tabellenplatz und verlor anschließend in den Play-Out-Spielen gegen Ravenna Calcio.